# 广州地铁18号线
广州地铁18号线是广州地铁的线路之一，目前线路连接南沙區万顷沙和天河区冼村，代表色为群青蓝。本线是中国大陆单程规划最长的地铁线路，同时因最高行车速度160km/h而成为目前中国大陆最快的地铁线路之一。
18号线目前有三段线路获批，分别为首期、以“广州东至花都天贵城际”（简称“广花城际”）名义获批的北延段和以“南沙至珠海（中山）城际”（简称“南珠中城际”或“南中珠城际”）名义获批的南延段。18号线首期首通段（冼村－万顷沙）已于2021年9月28日开通运营，首期剩余段（广州东站－冼村）、北延段（花城街－广州东站）和南延段西线（万顷沙－兴中）则在建设中。

## 概要

18號線線路圖，按真實走向比例繪畫。含在建的18號線後通段、广州东至花都天贵城际（18號線北延段）、南沙至珠海（中山）城際（18號線南延段）西線

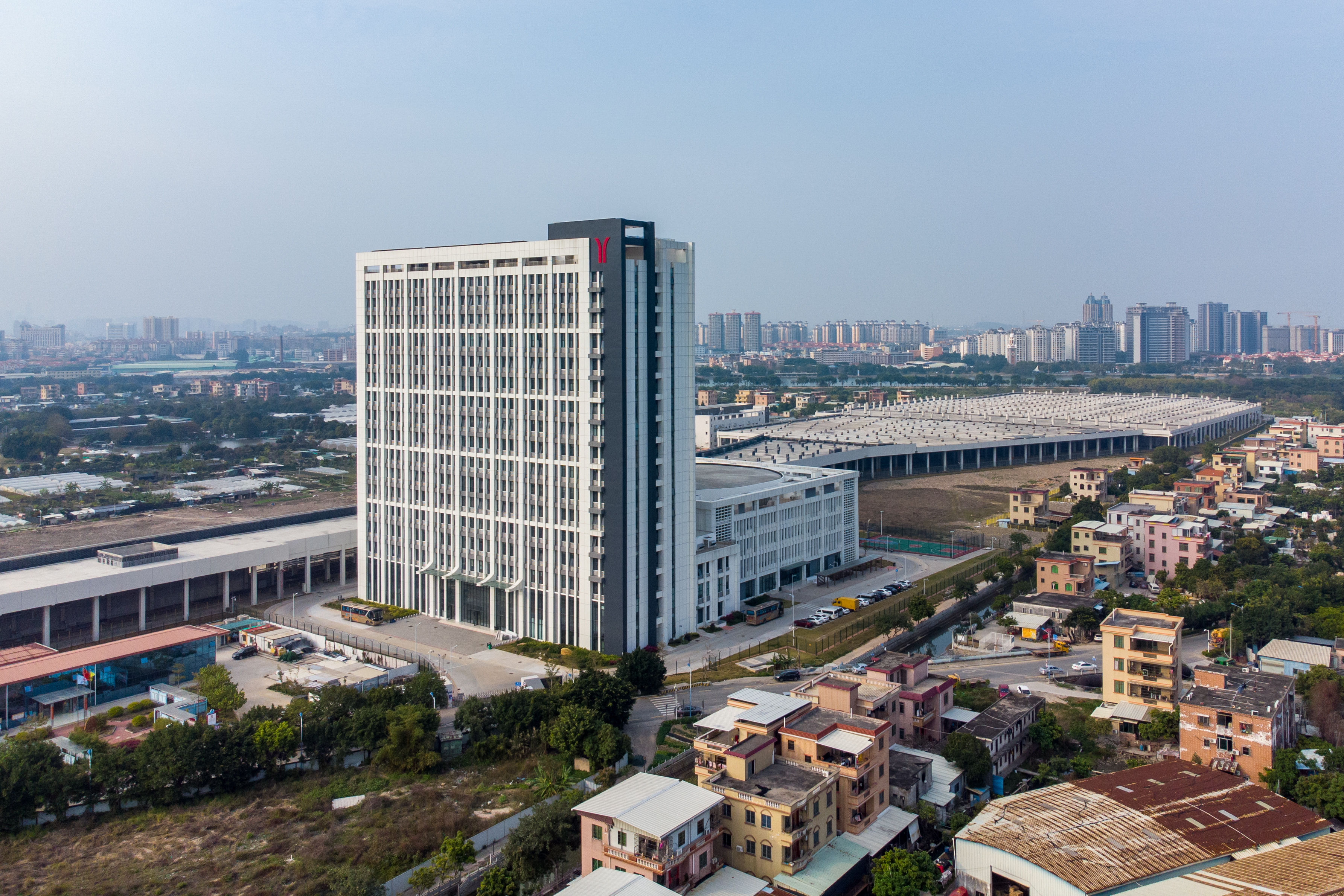
陇枕停车场

18號線大致呈南北走向，是作為線網規劃中「十」字型市域快線的其中一条（另一条为规划中的28号线），被定位为“南北快线”，也是广州市“高速-快速-普速”三层级城市轨道交通线网中首条开通运营的高速地铁线路。
18号线首期起於南沙區的萬頃沙樞紐，大致向西北方向行走，沿鳳凰大道、南沙大道、西樵水道并下穿沙湾水道和市桥水道前往番禺廣場，后大致沿番禺大道行走，于番禺大橋西侧下穿沙滘岛及珠江後航道，沿華南快速下穿海珠濕地公園東側，轉向正北沿海洲路行进，穿过琶洲電商區後轉向西，以「S」形下穿珠江前航道，經海心沙島東端向北轉入冼村路，穿過珠江新城，再沿體育東路行進，下穿天河體育中心，沿林和中路抵達終點廣州東站。
18號線首期全長約61.3公里，均為地下線，設9座車站，其中换乘站8座；平均站间距7.6km，最小站间距2.3km，为龙潭至磨碟沙区间；最大站间距26.0km，为横沥至番禺广场站区间，该区间在南沙大道的大简村及细沥村附近分别设有两个应急疏散救援定点站台，其中位于细沥村的救援站具有成为正式车站的条件。
本綫目前設置万顷沙車輛段和陇枕停車場，万顷沙車輛段位於南沙区蕉门水道以西，X298县道以东、南沙七涌以南，八涌以北；陇枕停車場位於番禺區番禺大道北以東、市南路以北、草龍沙河二街以西。同时設置万顷沙车辆段内的龙珠主變電所、陇枕停车场内的陇枕主变电所和擴建自8號線赤沙滘主變電站的花岗主变电所，为18號線供電。本線与22號線的控制中心設於陇枕停车场內。
未来18号线两端将继续延长，除首期后通段往北延伸至广州东站外，并继续北延至花都、清远，同时亦会南延至中山、珠海。其中，广州广花城际轨道交通有限公司将负责18号线北延段（广花城际）项目的建设运营管理。该公司成立于2022年1月28日，股权结构为广州地铁集团40%、平安建投基金34.5%、中国铁建及其下属公司24.02%、广州建筑1.48%。南延段的万顷沙至兴中段由广东南中城际建设管理有限公司进行建设管理，该公司成立于2023年5月24日，股权结构为中山市轨道交通公司62.42%、广州地铁集团37.58%。

## 歷史

### 首期

#### 规划
在2003年规划中，设有连接大岗和南沙的13号线，途经欖核、大崗、橫瀝三镇；后线路编号改为18号线（大岗线）。后续规划中，18号线西端大幅延长，向北经番禺广场后转向西，经祈福新邨至广州南站；东端改至明珠灣起步區南部的萬頃沙。亦有計劃從廣州南站北延，前往芳村的石圍塘，按照快線設計，設站較少，以滿足南沙區快速來往廣州南站及番禺中心城區的功能，且計劃換乘2、3號線，進一步進入廣州市中心城區。
后来，與原规划22号线交換編號，18號線改為承擔快速連接廣州市區至南沙，以及分流部分3號線客流的作用，定位为“南沙快线”。當時規劃市區段行經珠江新城和金融城之間的馬場一帶，後來改為行走冼村路，深入珠江新城腹地，以求更有力分流3號線的客流壓力。南段亦從行經欖核、大崗兩鎮改為沿番禺大道南行走，原欖核、大崗兩鎮走向變成26號線的一部分，同时取消规划站点番禺大道北站，18號線走向基本定型。
18號線和22號線原本均属于远期规划线路，但由於需要配合南沙自貿區發展決定優先建設。18號線按照快線設計，以實現南沙区與广州中心城区的快速轨道交通联系。

#### 建设
2017年8月14日，廣東省發改委正式批覆18號線工程可行性研究報告。
2018年8月29日，18号线与22号线首台大盾构下井，开始掘进施工。2019年10月，横沥至番禺广场区间的4号中间风井至5号盾构井区段左、右线隧道均已贯通，这也是18号线首个实现隧道双线贯通的区段。同年12月，横沥站成为首座封顶车站。
2020年7月10日，横沥至番禺广场区间开始铺轨，标志着18号线正式进入轨道铺设阶段。11月12日，小半径下穿珠江区间的磨碟沙站至冼村站区间右线隧道贯通。
2021年3月3日上午，地铁十八号线番禺广场至横番区间3号中间风井段正式开始热滑试验；同月7日，列车成功在该区间完成逐级提速试验，运行最高速度达到176km/h。万顷沙至冼村段于4月初实现隧道贯通，同月10日实现短轨贯通，20日实现长轨贯通。5月16日，番禺广场站至冼村站完成轨道热滑测试；同月20日，列车在首通段完成逐级提速试验。
2021年6月3日，首通段（万顷沙至冼村段）轨行区的调度、属地管理、设备管理“三权”移交予运营方，随后进入正线动车调试阶段。8月，番禺广场站、南村万博站、磨碟沙站的“三权”移交予运营方，至此首通段全段均完成三权移交。
2022年3月，18号线后通段首条盾构机顺利从冼村至广州东站中间风井始发。该区间右线盾构隧道于2023年6月贯通，是后通段首条贯通的隧道；左线盾构隧道亦于同年11月贯通。

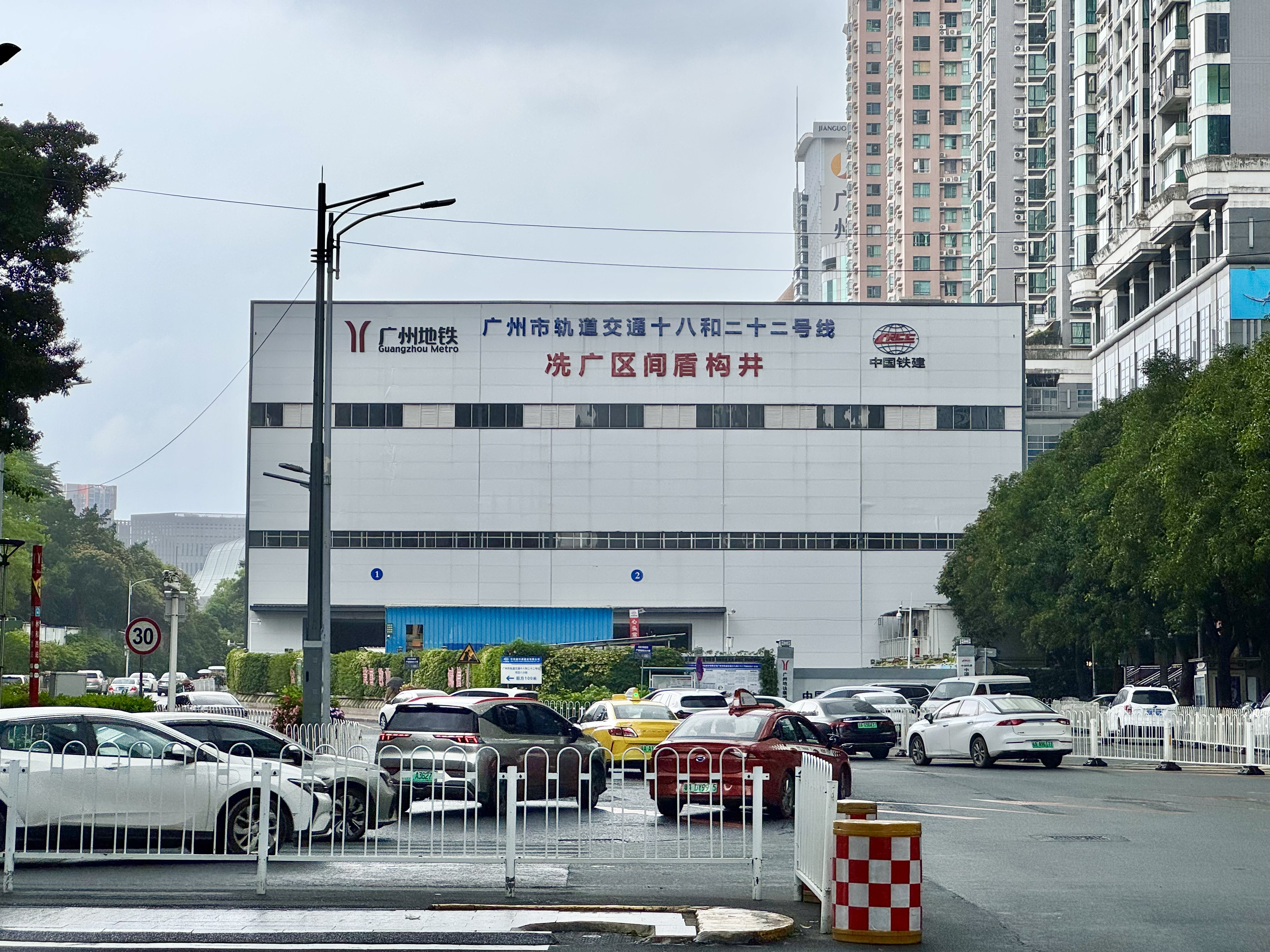
广州东站–冼村站区间盾构井工地

后通段原计划于2023年竣工，但由于建设进度不理想，广州当局于2022年调整项目建设起止年限，將预计竣工时间延后至2024年，然而后通段現時因受限於國鐵廣州東站改造，站廳及站台至今無法開工，广东省发展改革委于2023年將预计竣工时间延后至2026年。截至2025年8月，后通段土建工程累计完成54%，广州东至冼村区间盾构段已贯通，正在进行暗挖段施工
。

#### 运营
2021年9月28日下午14时，首期首通段（万顷沙－冼村）正式开通运营。
2022年7月20日，广东城际与南沙港物流公司合作在18号线试点货运服务。18号线当日第一班轧道列车的首节车厢被设置为物流车厢，并将一批小型货物由冼村站送抵万顷沙站。

### 北延段

#### 规划
18号线北延段于2020年8月，以「广州东至花都天贵城际」（简称：广花城际）的名义获发改委批准建设。2020年11月工程勘察设计总承包项目招标公告中显示，该段连接广州东站和花城街站（早前工程名为“天贵站”），中途设马鞍山公园、凤凰南路、方石、白云城市中心、白云东平和京溪路共7座车站，均预留线网换乘条件，并在凤凰南路站分出一条支线连接城际花都站。
2021年3月，本线进行了第一次环评公示。在同年6月的第二次环评公示中，本线走向稍有调整，将广清城际联络线调整为未来实施，并调整至凤凰南路站与方石站之间的应湖线路所接轨。同年8月，本线的工程可行性研究报告获批。
北延段工程项目招标于2021年9月完成，由中国铁建、平安建投基金、广州建筑三方联合体中标。2022年1月，广州广花城际轨道交通有限公司正式成立，这也是广州市首条使用股权投资和施工总承包的模式建设的线路。

#### 建设
北延段（广花城际）于2021年9月28日在空港车辆段举行开工仪式。花城街站于2022年7月5日开始围蔽施工；京溪路至白云东平站区间以及白云东平站亦于同月下旬开始施工，成为本线首批开工的工点。线路首台盾构机于2023年4月24日在白云城市中心站向白方盾构井始发。
2023年12月，应湖线路所主体结构封顶，为全线首个封顶的车站级工点。2024年1月，方石至应湖线路所区间明挖段至应湖线路所盾构区间左线隧道贯通，成为全线首条贯通的盾构隧道。2024年7月，凤凰南路站实现封顶，这也是广花城际首座完成封顶的车站。2024年8月，作为全线最长的隧道，白云城市中心至白方盾构井区间右线盾构隧道顺利贯通。同月22日，方石至应湖明挖段至应湖线路所盾构区间右线隧道正式贯通，标志着该区间盾构施工全部完成，这也是广花城际首个双线贯通的盾构区间。
截至2025年6月，广花城际土建工程累计完成48%。7座车站中，3座车站已封顶，4座车站均进行土建施工；7个区间全部进行土建施工；共23台盾构机正在掘进。空港车辆段进行土建施工。

### 南延段

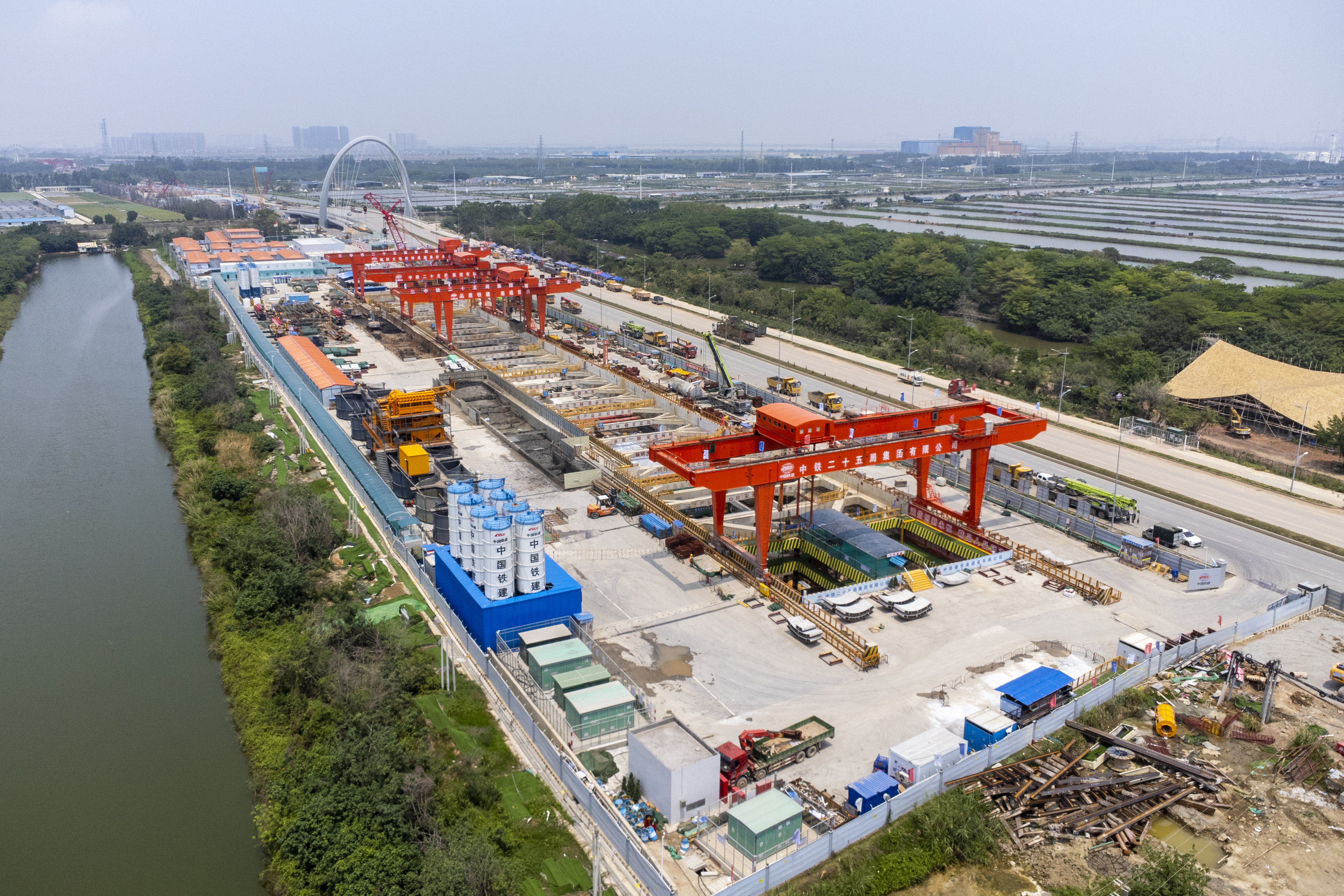
十六涌工作井

#### 前期规划
2017年，中山市首次提出将18号线延长至中山，途经三角镇和中山站，并计划分为番禺广场－中山站和万顷沙枢纽－中山站等两条线路。2018年12月和2019年12月，广州市政府分别与中山市和珠海市政府签署轨道交通规划建设框架协议。在此期间，该线中山延长段曾一度进入广州市城市轨道交通第三期调整规划的候选线路，惟最终落选。
2020年，中山和珠海段納入《粤港澳大湾区（城际）铁路建设规划（上报稿）》，同年8月以「南沙至珠海（中山）城际」（简称「南珠中城际」）的名义获批。根据批复，南珠中城际全长79km，主线起自万顷沙站，经中山市翠亨新区、南朗及珠海唐家湾、香洲，最后到达拱北；支线由翠亨新区分出，至中山站。全线拟投资486亿元人民币。
线路获批后，政府部门开始对线路走向以及未来发展进行详细规划。珠海于2020年考虑将18号线接入已预留地铁建设区的港珠澳大桥人工岛口岸，澳门政府亦表示将配合本线建设；此外，中山和深圳亦规划本线在南沙与深中城际接驳，使得列车未来可进入深圳市。2022年6月底开始，18号线南延段部分站点陆续进行前期勘探工作。
在2021年下半年，珠海和中山政府提出分期建设的诉求。
对于西线，中山方面提出了西线首通段的目标，要求2025年实现万顷沙至香山试运行。而对于东线，珠海却屡添变数，历经几经周折。在2022年，珠海公布的交通规划中，原属珠海主线的东线仅在珠海境内设珠海北站一站，线路长1.9公里，原规划中的余下线路则以珠斗城际的名义进行规划。而到了2023年初，珠海方面再次做出调整，在《珠海市国土空间总体规划（2021-2035年）》的规划中，原规划经过香洲到达拱北口岸的走向，被改为在香洲区折向西部至金湾区，同时纳入到鹤洲枢纽的相关规划当中，不过到2023年4月初，珠海方面再次调整，将珠海北至拱北段统一纳入到珠斗城际的规划中，同时在香洲分出两条支线，分别前往鹤洲枢纽站和拱北口岸，并规划开行鹤洲至拱北的跨线列车。另外线路出鹤洲站后，再次分出支线，一条前往江门，一条前往金湾。由于珠海北以南段需考虑轨道因素较多，因此珠海方面考虑首期建设至珠海北站，余下工程将结合市轨道工程计划统一部署。
不过到了2023年8月，随着珠海市领导班子的变动，当局对本线的态度产生重大转变，重新调整该线的规划，不再提出以珠海北站为首期终点站，要求线路在2024年动工，并按省内部署一次性建设至拱北站。珠海段于同年8月确定线路走向，再次开始前期勘探工作，并按线路在2025年底动工的目标进行推进。

#### 西线

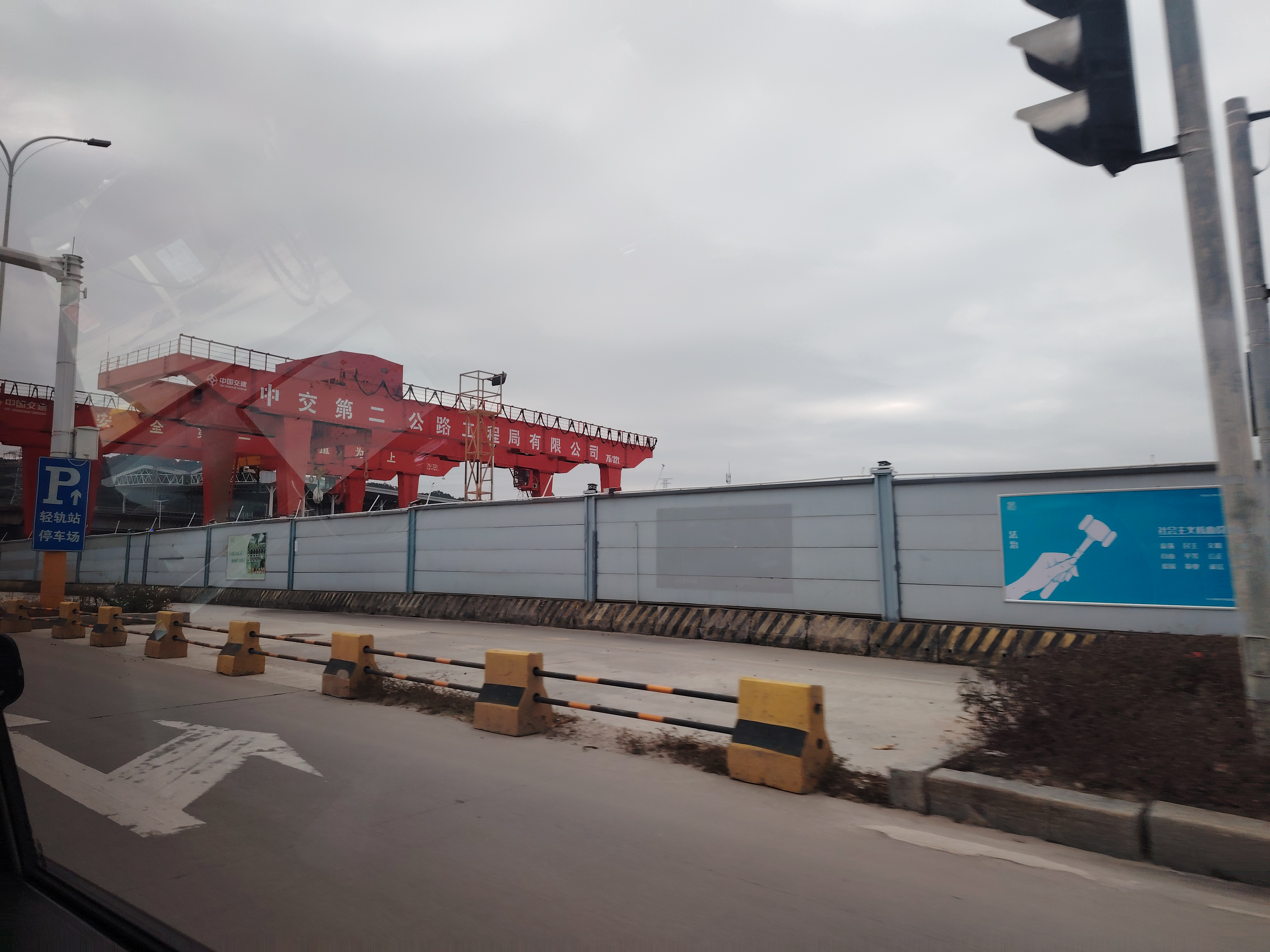
南中城际中山站工地

最先有进展的是原规划中山支线，其开始以南中珠城际西线（又名：南中城际）的名义出现。2022年8月18日，本线进行了第一次环评公示。中山市交通局和广州地铁集团分别于8月26日和9月24日开始向公众征询本线的社会稳定性风险意见。10月28日，广州地铁公示环评报告。
11月8日，中山段社会稳定风险报告获通过。11月15日，广州段启动社会风险稳定性风险评估前公示，同日，广州地铁对西线进行了第三次环评公示，与早前方案相比，线路由原来的46.9km优化至46.3km，同时因线路途经的沙尾一村对高架路段影响采光及开发持反对意见，原二次环评中广州段的高架段全部改为地下敷设，以及稍微调整了十涌站站位。11月16日，省生态环境厅开始受理西线环评报告。
因响应国家战略要求，对万顷沙南部大型城市综合体开发以及全运会场馆建设需要，在2023年初，广州地铁方面再次发布广州段社稳情况，将南沙段线路延长0.2km并新设立二十涌站，并于2月16日重新发布环评报告。
2023年初，本线可行性研究报告和项目初步设计获批，除实施本期工程外，亦将同步建设东线前往珠海的预留工程，并计划在2025年将万顷沙至二十涌段与万顷沙大型城市综合体同步建成运营。

#### 东线
本线香山至拱北段（又名：中珠城际）未能与西线同步公示。西线环评报告中亦注明，因“珠海市国土空间暂未稳定，初期西岸三市客流交互培育尚不成熟，且同步建设广中珠澳高铁、广南联络线等多条南北向通道”等原因，东线未与西线同步建设。
不过2022年10月底发布的南中珠西线二次环评公布了香山至南朗东站的大致位置与线位走向，11月初公布的西线工程海洋论证报告书亦出现了珠海段的规划设站。2024年3月下旬，珠海市在相关采购招标文件中，提及了8个站点中，其中7个站点的相关名称。
虽然东线尚未获得相关批复，但中山方面率先以预留工程的名义对东线部分工程提前建设。2024年1月下旬，珠海市率先展开东线珠海境内线位勘探工作。2月下旬，中山亦开始对东线中山境内线位进行前期勘探工作，并于同年9月完成其境内现场踏勘，并公布线路在南朗街道的走向和设站。11月上旬，东线中山段和珠海段分别启动社会稳定性风险意见征询。线路在珠海北站附近中山公园处的高架段一度引发临近小区的居民反弹，珠海方面随即暂停了线路珠海段的推进，并重新比选可行性方案。随后于2025年7月8日，珠海段社会稳定风险意见征询重新发布；上轮公示中引起争议的路段有所调整，不再横穿中山公园和住宅小区。7月21日，东线中山段发布社会稳定风险评估公示。7月28日，珠海段发布社会稳定风险公示。同年8月7日，发布本线海域评审前公示。

#### 建设
2023年3月30日上午，十涌站和香山站同步举行了本线万顷沙至兴中段的开工仪式。
2023年6月30日，首台盾构在十涌至万顷沙区间盾构井始发；中山段首台盾构亦于2024年5月31日在横门盾构井始发。
2024年7月底，岐江新城站（原世纪路站）完成封顶，是西线中山段首个封顶的站点。次月月底，香山站至香二盾构井始发盾构，系西线始发的最大直径盾构。
2025年1月，岐江新城至岐江道站成为中山段首个双线贯通的盾构区间隧道。
- 截至2025年8月，广州段土建工程累计完成86%。3座车站均已封顶；3个区间均已贯通，正在进行联络通道施工[123]。
- 截至2025年8月，中山段土建工程累计完成33%。9座车站中，3座已封顶，3座车站进行主体结构施工；2座车站进行基坑开挖；1座高架站进行桩基和承台施工[124]。9个区间中，1个区间已贯通，4个进行土建施工，共16台盾构机同时掘进，2台次盾构已贯通[125]。

## 车站
18號線目前設有8座車站。
| 车站编号                                                                              | 站名                                            | 里程（公里）                                    | 里程（公里）                                    | 快车                                            | 换乘路线                                        | 所在地                                          | 啟用時間                                        | 车站形式                                        |                                                 |
| 车站编号                                                                              | 站名                                            | 站间                                            | 累计                                            | 快车                                            | 换乘路线                                        | 所在地                                          | 啟用時間                                        | 车站形式                                        |                                                 |
| 18號線                                                                                | 18號線                                          | 18號線                                          | 18號線                                          | 18號線                                          | 18號線                                          | 18號線                                          | 18號線                                          | 18號線                                          | 18號線                                          |
| ↑接續在建南沙至珠海（中山）城际（万顷沙－兴中）                                       | ↑接續在建南沙至珠海（中山）城际（万顷沙－兴中） | ↑接續在建南沙至珠海（中山）城际（万顷沙－兴中） | ↑接續在建南沙至珠海（中山）城际（万顷沙－兴中） | ↑接續在建南沙至珠海（中山）城际（万顷沙－兴中） | ↑接續在建南沙至珠海（中山）城际（万顷沙－兴中） | ↑接續在建南沙至珠海（中山）城际（万顷沙－兴中） | ↑接續在建南沙至珠海（中山）城际（万顷沙－兴中） | ↑接續在建南沙至珠海（中山）城际（万顷沙－兴中） | ↑接續在建南沙至珠海（中山）城际（万顷沙－兴中） |
| ------------------------------------------------------------------------------------- | ----------------------------------------------- | ----------------------------------------------- | ----------------------------------------------- | ----------------------------------------------- | ----------------------------------------------- | ----------------------------------------------- | ----------------------------------------------- | ----------------------------------------------- | ----------------------------------------------- |
| 1801                                                                                  | 万顷沙                                          | -                                               | 0.0                                             | ●                                               | 南沙站                                          | 南沙区                                          | 2021年9月28日                                   | 地下岛式站台                                    |                                                 |
| 1802                                                                                  | 横沥                                            | 7.8                                             | 7.8                                             | ●                                               |                                                 | 南沙区                                          | 2021年9月28日                                   | 地下岛式站台                                    |                                                 |
| 1803                                                                                  | 番禺广场                                        | 25.8                                            | 33.6                                            | ●                                               | 3号线 301、22号线 2201                          | 番禺区                                          | 2021年9月28日                                   | 地下双岛式站台[L22]                             |                                                 |
| 1804                                                                                  | 南村万博                                        | 9.3                                             | 42.9                                            | ●                                               | 7号线 706                                       | 番禺区                                          | 2021年9月28日                                   | 地下岛式站台，帶越行線                          |                                                 |
| 1805                                                                                  | 沙溪                                            | 3.8                                             | 46.7                                            | ｜                                              |                                                 | 番禺区                                          | 2021年9月28日                                   | 地下岛式站台，帶越行線                          |                                                 |
| 1806                                                                                  | 龙潭                                            | 5.1                                             | 51.8                                            | ｜                                              | 11号线 1131                                     | 海珠区                                          | 2021年9月28日                                   | 地下岛式站台，帶越行線                          |                                                 |
| 1807                                                                                  | 磨碟沙                                          | 2.1                                             | 53.9                                            | ●                                               | 8号线 825、28号线                               | 海珠区                                          | 2021年9月28日                                   | 地下岛式站台，帶越行線                          |                                                 |
| 1808                                                                                  | 冼村                                            | 3.9                                             | 57.8                                            | ●                                               | 13号线                                          | 天河区                                          | 2021年9月28日                                   | 地下岛式站台                                    |                                                 |
| ↓接續在建首期后通段（冼村－广州东站）、广州东至花都天贵城际（广州东站－花城街）       |                                                 |                                                 |                                                 |                                                 |                                                 |                                                 |                                                 |                                                 |                                                 |
| 註釋                                                                                  |                                                 |                                                 |                                                 |                                                 |                                                 |                                                 |                                                 |                                                 |                                                 |
| - 所有以斜体标识的线路和车站均未开通。 - L22 18號線與22號線共用，其中18號線使用外側。 |                                                 |                                                 |                                                 |                                                 |                                                 |                                                 |                                                 |                                                 |                                                 |
| 论 编                                                                                 |                                                 |                                                 |                                                 |                                                 |                                                 |                                                 |                                                 |                                                 |                                                 |

| 在建及規劃路段 | 在建及規劃路段                                              | 在建及規劃路段                             | 在建及規劃路段                             | 在建及規劃路段                             | 在建及規劃路段                             |
| 規劃站名 | 换乘路线                                                    | 所在地                                     | 所在地                                     | 目前状态                                   | 车站形式                                   |
| 南沙至珠海（中山）城际（18号线南延段）西线 | 南沙至珠海（中山）城际（18号线南延段）西线                  | 南沙至珠海（中山）城际（18号线南延段）西线 | 南沙至珠海（中山）城际（18号线南延段）西线 | 南沙至珠海（中山）城际（18号线南延段）西线 | 南沙至珠海（中山）城际（18号线南延段）西线 |
| --- | ----------------------------------------------------------- | ------------------------------------------ | ------------------------------------------ | ------------------------------------------ | ------------------------------------------ |
| 兴中 |                                                             | 中山市                                     | 东区街道                                   | 建设中                                     | 地下岛式站台                               |
| 石岐 |                                                             | 中山市                                     | 石岐街道                                   | 建设中                                     | 地下岛式站台                               |
| 岐江新城 |                                                             | 中山市                                     | 石岐街道                                   | （预留站）                                 | 地下岛式站台                               |
| 岐江道 |                                                             | 中山市                                     | 东区街道                                   | 建设中                                     | 地下岛式站台                               |
| 中山站 | 中山站：广珠城际                                            | 中山市                                     | 中山港街道                                 | 建设中                                     | 地下岛式站台                               |
| 火炬西 |                                                             | 中山市                                     | 中山港街道                                 | 建设中                                     | 地下岛式站台，带越行线                     |
| 火炬 |                                                             | 中山市                                     | 中山港街道                                 | 建设中                                     | 地下岛式站台                               |
| 火炬东 |                                                             | 中山市                                     | 中山港街道                                 | （预留站）                                 | 高架侧式站台，带越行线                     |
| 香山 | 18号线 南延段东线                                           | 中山市                                     | 南朗镇                                     | 建设中                                     | 地下双岛式站台                             |
| 二十涌 |                                                             | 广州市                                     | 南沙区                                     | 建设中                                     | 地下侧式站台                               |
| 十三涌 |                                                             | 广州市                                     | 南沙区                                     | 建设中                                     | 地下岛式站台                               |
| 十涌 |                                                             | 广州市                                     | 南沙区                                     | （预留站）                                 | 地下岛式站台，带越行线                     |
| ↓接續首期路段（广州东站－万顷沙） |                                                             |                                            |                                            |                                            |                                            |
| 18號線（首期后通段） |                                                             |                                            |                                            |                                            |                                            |
| ↑接續首期首通段（冼村－万顷沙） |                                                             |                                            |                                            |                                            |                                            |
| 广州东站 | 1号线 116、3号线 318、11号线 1108 广州东站                  | 广州市                                     | 天河区                                     | 建设中                                     | 地下岛式站台                               |
| 广州东至花都天贵城际（18号线北延段） |                                                             |                                            |                                            |                                            |                                            |
| 京溪路 |                                                             | 广州市                                     | 白云区                                     | 建设中                                     | 地下岛式站台                               |
| 白云东平 | 14号线 1402                                                 | 广州市                                     | 白云区                                     | 建设中                                     | 地下岛式站台，帶越行線                     |
| 白云城市中心 | 22号线                                                      | 广州市                                     | 白云区                                     | 建设中                                     | 地下双岛式站台[L22]                        |
| 方石 | 22号线                                                      | 广州市                                     | 白云区                                     | 建设中                                     | 地下双岛式站台[L22]                        |
| 凤凰南路 |                                                             | 广州市                                     | 花都区                                     | 建设中                                     | 地下岛式站台                               |
| 马鞍山公园 | 9号线 907                                                   | 广州市                                     | 花都区                                     | 建设中                                     | 地下岛式站台                               |
| 花城街 | 花城街站：广州东环城际                                      | 广州市                                     | 花都区                                     | 建设中                                     | 地下岛式站台                               |
| 广清城际联络线（18号线北延段支线） |                                                             |                                            |                                            |                                            |                                            |
| ↑经应湖线路所接续主线（方石－万顷沙－中山／珠海） |                                                             |                                            |                                            |                                            |                                            |
| 花都[HUD] | 广清城际、广州东环城际 广州北站：9号线 903、24号线 广州北站 | 广州市                                     | 花都区                                     | 规划中                                     | -                                          |
| ↓接續广清城际铁路往清远 |                                                             |                                            |                                            |                                            |                                            |
| 註釋 |                                                             |                                            |                                            |                                            |                                            |
| - 18号线首期后通段仍在建。 - 广花城际（18号线北延段）仍在建。除与既有线路的换乘站外，所示站名均为工程名，最终名称须以有关部门批复为准。 - 南珠中城际（18号线南延段）西线仍在建，所示站名均为工程名，最终名称须以有关部门批复为准。 - 南珠中城际（18号线南延段）东线仍在规划中，最终设站及车站命名情况须以有关部门批复为准。 - 广清城际联络线（18号线北延段支线）尚未获批。 - 所有以斜体标识的线路和车站均未开通。 - L22 18號線與22號線共用，其中18號線使用内側。 - HUD 该段联络线直接接入城际花都站。 |                                                             |                                            |                                            |                                            |                                            |
| 论 编 |                                                             |                                            |                                            |                                            |                                            |

### 换乘站
18號線现时有4座为换乘车站。
已投入使用

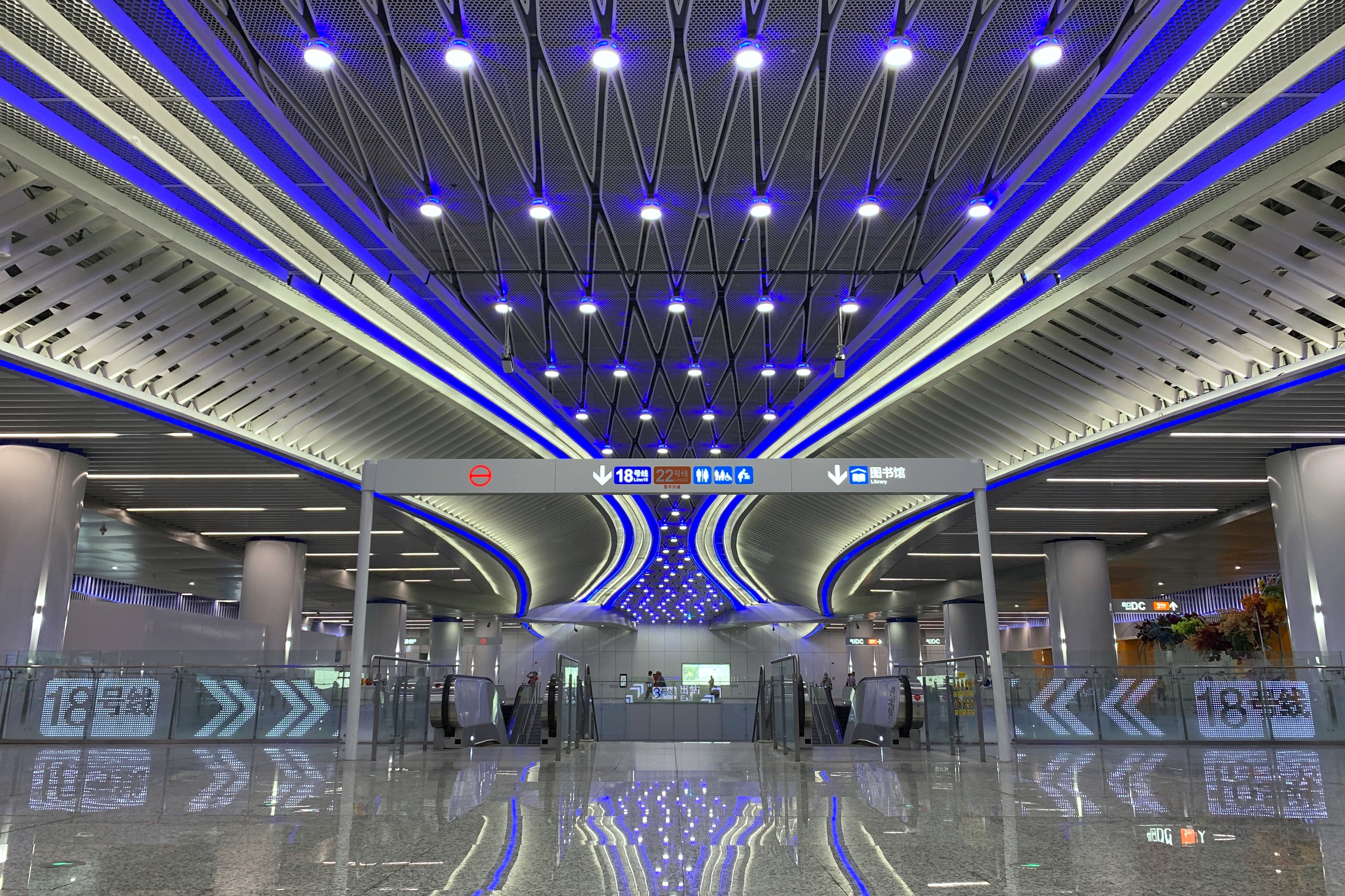
番禺广场站18/22号线站厅北侧

- 磨碟沙站：换乘8号线。18號綫車站距离8號綫車站僅200餘米，設有通道連通8號綫北站廳實現换乘，18号线月台设有扶梯直达换乘通道，通道设有自动人行道。
- 龙潭站：换乘11号线。可通过站台节点换乘。
- 南村萬博站：换乘7号线。需经由连接两线车站的通道换乘，两线月台均设有扶梯直达换乘通道，通道设有自动人行道。
- 番禺廣場站：换乘3号线及22号线。与3号线换乘需经由连接站厅的通道换乘，通道设有自动人行道。与22号线则为同台及平行换乘，并预留两线跨线运行的条件。

首期未投入使用换乘站

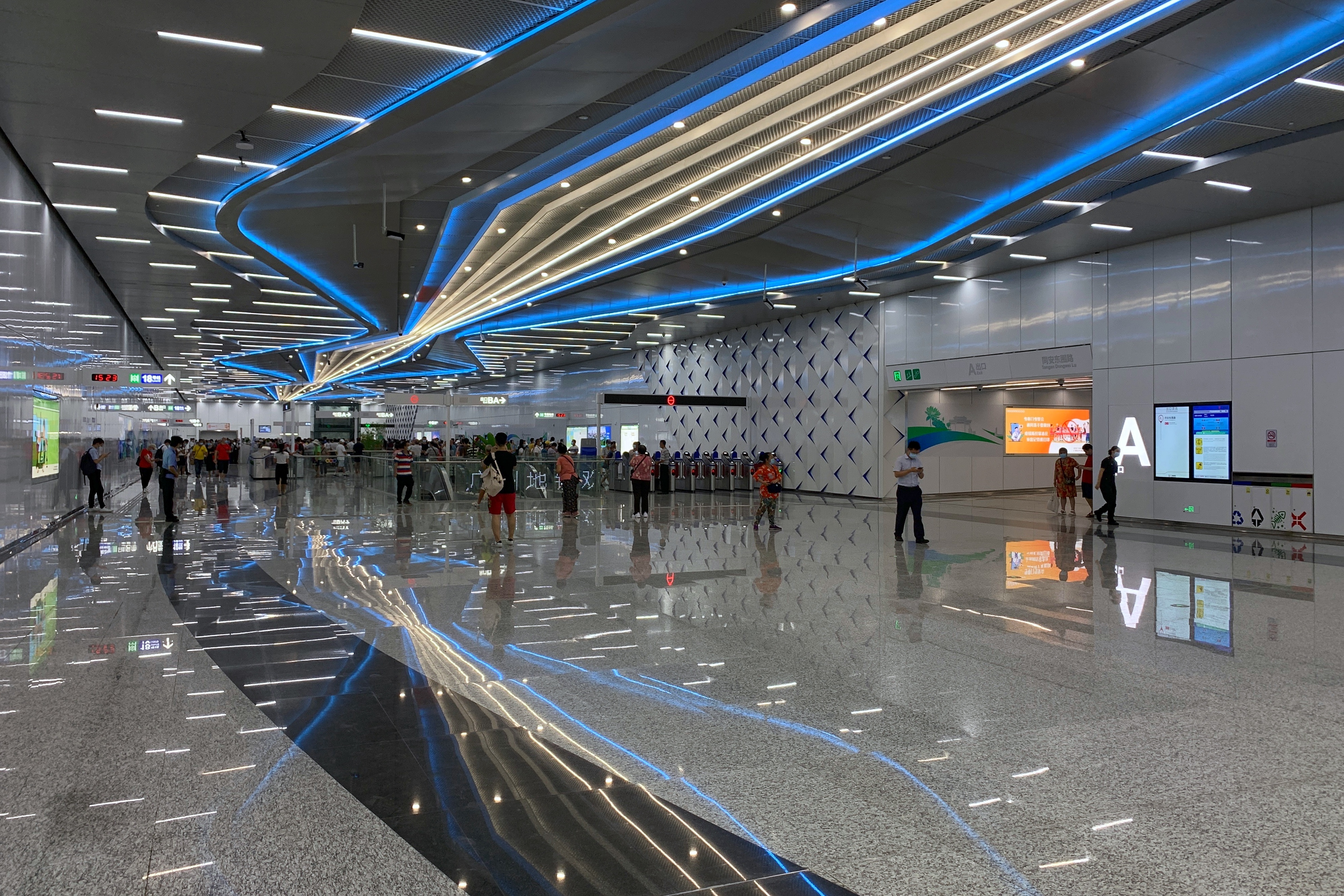
万顷沙站站厅

- 广州东站：换乘1号线、3号线及11号线。因1號綫和3號綫均無预留，预计为站廳通道换乘，11號綫則預留18號綫的月台及站廳换乘節點，18號線站廳及站台則配合國鐵改造同步建設。
- 冼村站：换乘13號线。18號綫的車站位於冼村路，與位於黃埔大道南側的13號線車站呈L型，預計為月台節點换乘和站廳换乘。
- 磨碟沙站：换乘19号线及28号线，两条线路为遠期線路，18号线车站在建设时已在站厅层和月台层之间缓冲平台预留相关节点。
- 南村萬博站：换乘佛山地铁4号线。佛山地鐵4號綫廣州段為遠期線路，故未设置預留。
- 番禺廣場站：换乘17号线。17號綫為遠期線路且設計站位位於3號綫北側，因此未设置預留。
- 橫瀝站：换乘15号线，31号线。15號綫和31号线為遠期線路，未作預留。
- 萬頃沙站：换乘15号线和38号线。兩線為遠期線路，國鐵南沙站建設時將15號綫车站以「南沙站综合交通枢纽地铁预留工程」名義建設，站址位于18号线车站东北侧并与其平行布置，两线将通过站厅通道换乘；38号线车站拟建于两线车站北侧，15号线车站在站厅非付费区预留换乘通道接口[126]。

南北延段换乘站
- 花城街站：换乘35號線、广佛环线及穗深城际铁路。35號线为远期线路，预留情况未知。
- 马鞍山公园站：换乘9號線。9號線建設時未作出預留，預計為通道換乘。
- 鳳凰南路站：换乘35號線及36號线。兩線均为远期线路，预留情况未知。
- 方石站：换乘22號線及41號線。本站为与22号线北延段的换乘站之一，预计为双岛四线式同台换乘，并预留两线跨线运行的条件；41號線为远期线路，预留情况未知。
- 白云城市中心站：换乘22號线、34號線及39號線。本站为与22号线北延段的换乘站之一，预计为双岛四线式同台换乘[127]，并预留两线跨线运行的条件；34號線、39號線均为远期线路，预留情况未知。
- 白云东平站：换乘14號線及佛山地鐵6號線。14號線建設時未作出預留，但18號線建設時會將兩線站廳融為一體，形成站廳換乘；另外，18號線建設時將會同步預留佛山地鐵6號線的換乘節點。
- 京溪路站：换乘26號線及29號線。18號線建設時會同步預留26號線的部分結構，預計為疊落島式月台換乘；29號線為遠期線路，預留情況則未知。
- 二十涌站：换乘深中城际（深圳地鐵33號線）。[128]
- 香山站：南延段主线与中山支线交汇站，同时亦能与深中城际（深圳地鐵33號線）进行换乘。[129]
- 中山站：换乘佛山地鐵11號線。佛山地鐵11號線中山段為遠期線路，預留情況未知。
- 石岐站：换乘佛山地鐵11號線。佛山地鐵11號線中山段為遠期線路，預留情況未知。

## 行車安排
18號線採取快慢車形式運營，现时开行安排如下：
- 普通车：冼村至万顷沙之间各站停車。
- 快車：仅停靠冼村、磨碟沙、南村万博、番禺广场、横沥、万顷沙，行车间隔约20-40分[130]。

因全線班次均以普通車為主，現時快車停靠站各站均會公佈途经該站的快車班次時刻表，供乘客參考。快車停靠站台的信息顯示屏均会顯示接下來三班列車的種類、終點站和到達時間。
2022年9月28日，快车再增加一列，并增加磨碟沙站作为快车停靠站，2024年9月28日起，快车增加南村万博站为停靠站。
因运营组织需要，18号线快车曾于2022年12月19日至12月30日暂停开行，随后恢复开行。

## 列车

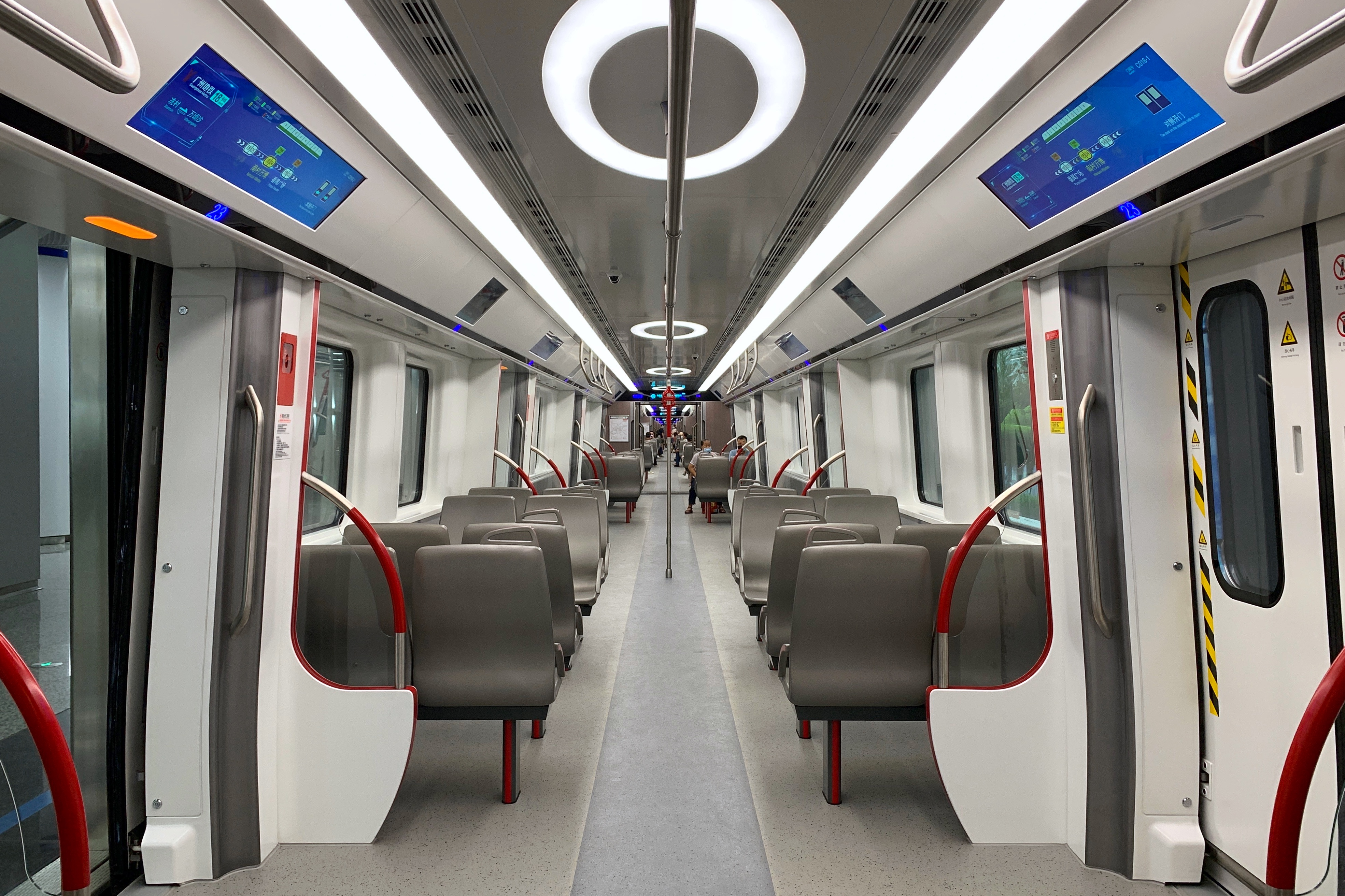
18号线列车内部

18号线采用8节编组D型市域快線列车，最高运行速度达160km/h，为目前中国大陆最快；其亦为国内首次采用高速等级CBTC信号系统的线路，并于2023年1月7日启用了GoA3全自动驾驶，成为广州地铁第二条采用GoA3全自动驾驶的线路。部分列车在首尾两节设置了商务软座，未来将进行差异化收费，以满足不同乘客的需要。
列車由中車株洲電力機車公司生产，首批列车已于2020年9月25日正式交付。开通初期上线15列车投入运营。目前，18号线运营时除使用本线列车外，也会使用22号线列车进行混合运营。

## 争议

### 要求额外加站
在2017年4月，18號線進行環評公示期间，坊間有不同的聲音分別要求在體育東路（即體育中心站）和魚窩頭等地增设车站。廣州市發改委在4月底回應媒體稱會研究是否增加體育東路站，但廣州市國土規劃委員會在一个月后到新聞發佈會回應稱，為滿足南沙副中心到廣州市區30分鐘快速直達的時空目標，需嚴格控制沿線車站數量，且作為時速高達160公里的快線，車站不可能設得太密，因此18號線維持現時設置9站的方案。此外番禺区亦争取在与莞惠城际交汇处增设番禺大道北站，但最终仍被市级部门以同样理由否决。
也正因為設置車站數較少，分流3号线的作用有限，故其后又另外规划沿广州大道行走的26号线，以求进一步分流客流。

### 客流不及预期
18号线首通段开通初期，途经的南沙万顷沙和横沥地区尚未完全开发，加上线路进入天河区后未能与其他线路换乘，导致客流量极为有限。自2021年9月首通段开通至年末，18号线的日均客流量仅7.56万人次，远低于早前预测开通初期的客流量。线路开通一年后，高峰时段乘客量有明显提升，但仍与3号线有较大差距；地铁方面更在部分车站增设指引，意图引导乘客转乘18号线分流。2024年，18号线日均客流量为11.40万人次。
因现时采用8节车厢运营的18号线存在较大的运力冗余，有专家建议规划中的佛穗莞城际可在运营初期使用6节车厢运营；本线南延段更计划另外开行中山市内短线，采用4节编组的列车行走。

## 未来发展
廣州地鐵18號線亦計劃向南和向北延伸，成为城际铁路。

### 北延
根据规划，广州地铁18号线在广州东站后将继续北延。其中，北延至花都天贵（即花城街站）段已于2020年8月在《粤港澳大湾区城际铁路建设规划》中以「广州东至花都天贵城际」（简称「广花城际」）的名义获批，2021年9月28日举行动工仪式。
广花城际全长约39.6km，设站7座，均为换乘站。线路起自广州东站，终于花都花城街站，途经天河区、白云区、空港经济区、花都区，拟投资330.55亿元人民币。同时根据配线初步设计，该段与22号线北延段间或有跨线运营条件，即18号线列车或将能借助22号线部分区间、直接开进白云机场。此外，广花城际亦规划了通过花都站连接至广清城际铁路的联络线，使得本线列车未来可与广清城际直通运行。
同时，广花城际也预留未来向北延长至清远的条件，清远当局亦谋划在十四五期间推动北延段工程建设。
2019年，清远政府已开始规划北延段站点，分别为广清空港站、长隆站、燕湖新城站，终于清城站。线路在2022年已完成可行性研究，并通过相关评审。当中提到延伸至清远段约50km，其中清远段31km，广州段19km，估算额约93亿元，且已将此线纳入《广州都市圈广清接合片区轨道交通线网规划》当中。

### 南延
南延段已于2020年8月以“南沙至珠海（中山）城际”（简称“南珠中城际”或“南中珠城际”）的名义获批。2022年10月，原中山支线的线路方案以西线的名义先行公布，原计划于2022年内开工建设，后因南沙段线位调整而推迟至2023年3月动工，并在香山站预留前往珠海方向的相关工程。而属珠海主线的东线由于珠海方面早前尚未稳定线路方案，目前正开展前期工作。
其中西线设置10座车站，全长约47.6km，较早前方案延长了8.4km，地上段线路4.6km，地下段42.85km，路基段0.15km，并将十涌站以及世纪路（总部经济区）站进行远期预留。线路亦在兴中站预留条件继续南延至江门和珠海市，以及在香山站预留深中城际的接入条件；东线全长约45.4km，共设站10座（含香山站），其中地上段约13.1km（中山段约4.8km，珠海段约8.3km），地下段约32.3km。
待西线和东线开通后，将分别实现广州中心区至中山城区快车45分钟、珠海城区快车60分钟的通达目标，并与18号线首期和北延段（广花城际），以及22号线北延段（芳白城际）跨线运营。

### 预留站
本线横沥至番禺广场站的超长区间内设有两个应急疏散救援定点站台。《广州日报》于2020年10月报道称，位于细沥村的救援点，疏散站台宽度达11米，且配备了越行线，已接近地铁站的标准，具有后续升格为正式车站的条件。虽然加站的说法很快被广州地铁负责人否定，称以现有的施工条件，在地下空间无法做到不干扰正常运营的同时进行施工；不过在广州地铁的远期规划中，该救援点将成为本线与33号线的换乘车站。
北延段方面，根据广州地铁于2022年1月发布的招标公告，与广清城际联络线接轨的应湖线路所将调整为接轨站，其亦在广州地铁远期规划中被设置为和41号线的换乘站。
而南延段亦有数个已明确的预留车站。此外，中山方面发布的走向示意图中，特别将香山和火炬东站之间的横门救援站标注为中间风井。